# ハムエッグ
ハムエッグ（和製英語：Ham Egg）は、鶏卵とハムをフライパンで焼いた料理。

## 概要
ハムはベーコンほど脂身を多く含まないことから、別途食用油を使うか、焦げ付かないようテフロン加工のフライパンが用いられる。ベーコンを使う場合はベーコンエッグと呼ばれ、区別される。
フライパンでハムを軽く炙り、ハムの上へ生の鶏卵を割り入れ、加熱調理する。鶏卵を割り入れたのちに水を加えて蓋をし、蒸し焼きにする調理法もある。
栄養豊富でカロリーも高く、また調理も簡便であるなどの理由から、朝食の惣菜とされることが多い。

## 呼称
日本ではハムエッグという表現が定着しているが、これは和製英語である。英語では ham and eggs と表記される。欧米では卵を2個使うことが多いため、複数形にするのが一般的である。ここでのandは単なる並列ではなく、withのように一体化されていることを表している。

## ギャラリー

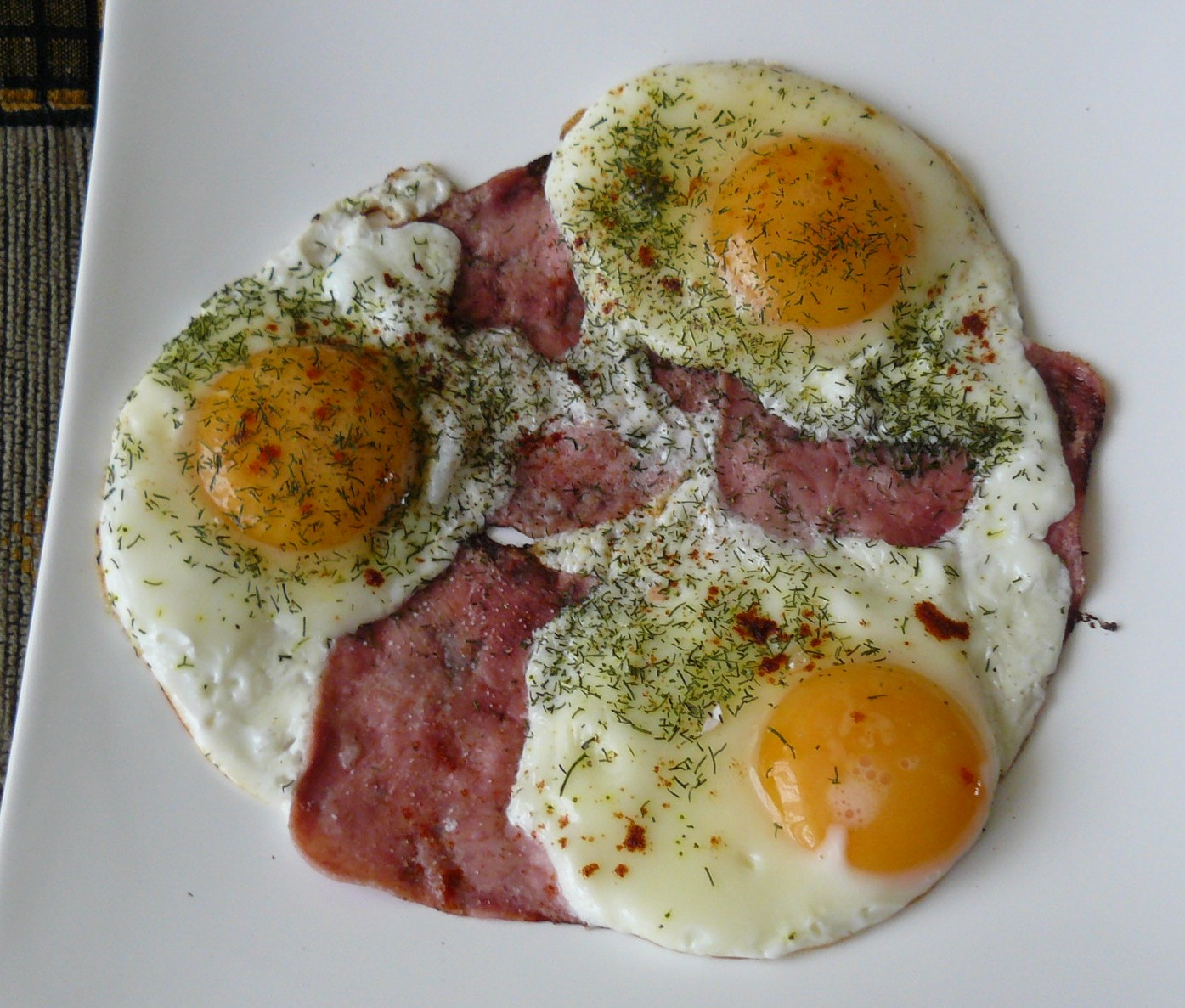
卵3個のハムエッグ
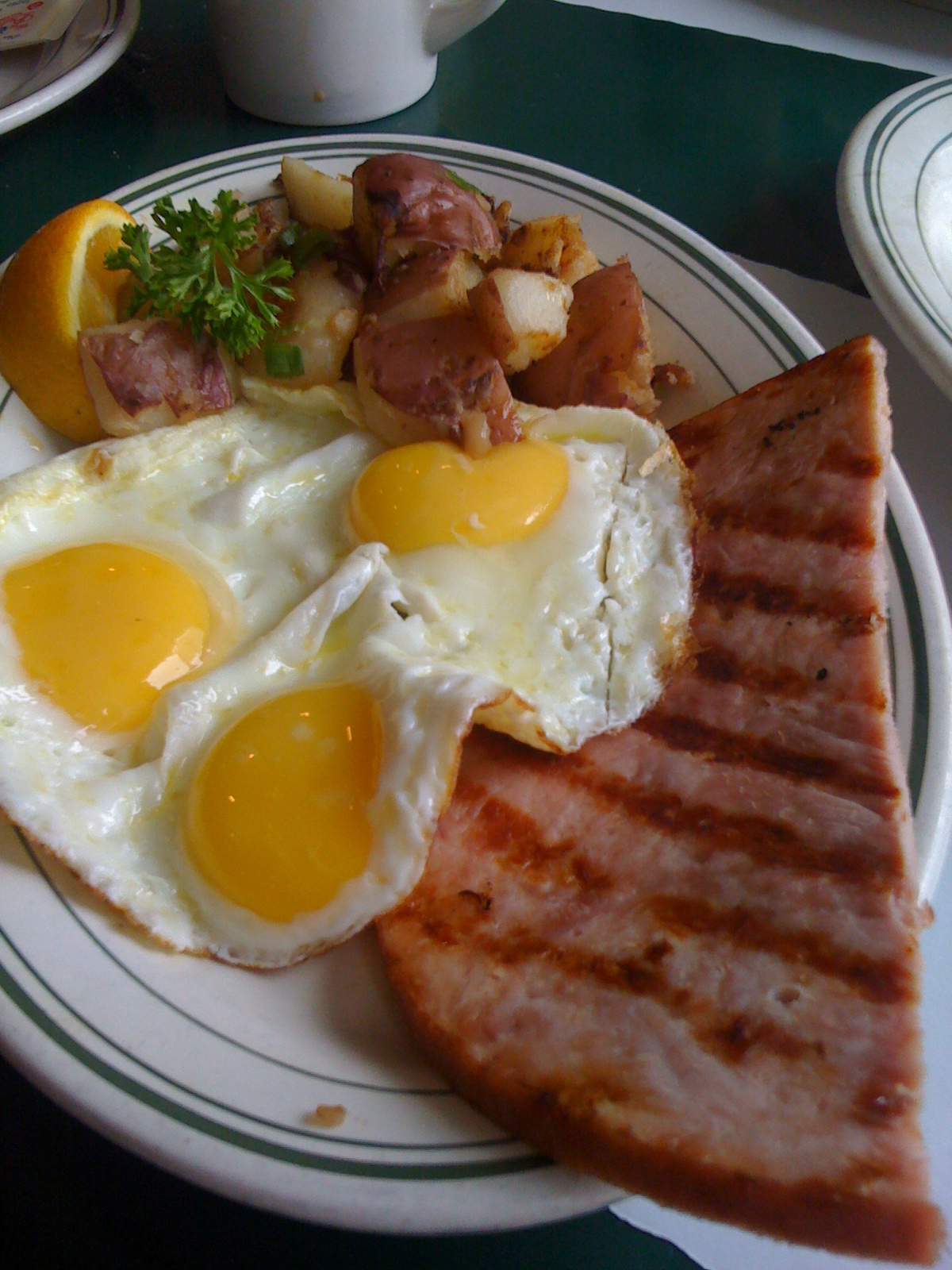
卵とハムとを別々に焼いた場合
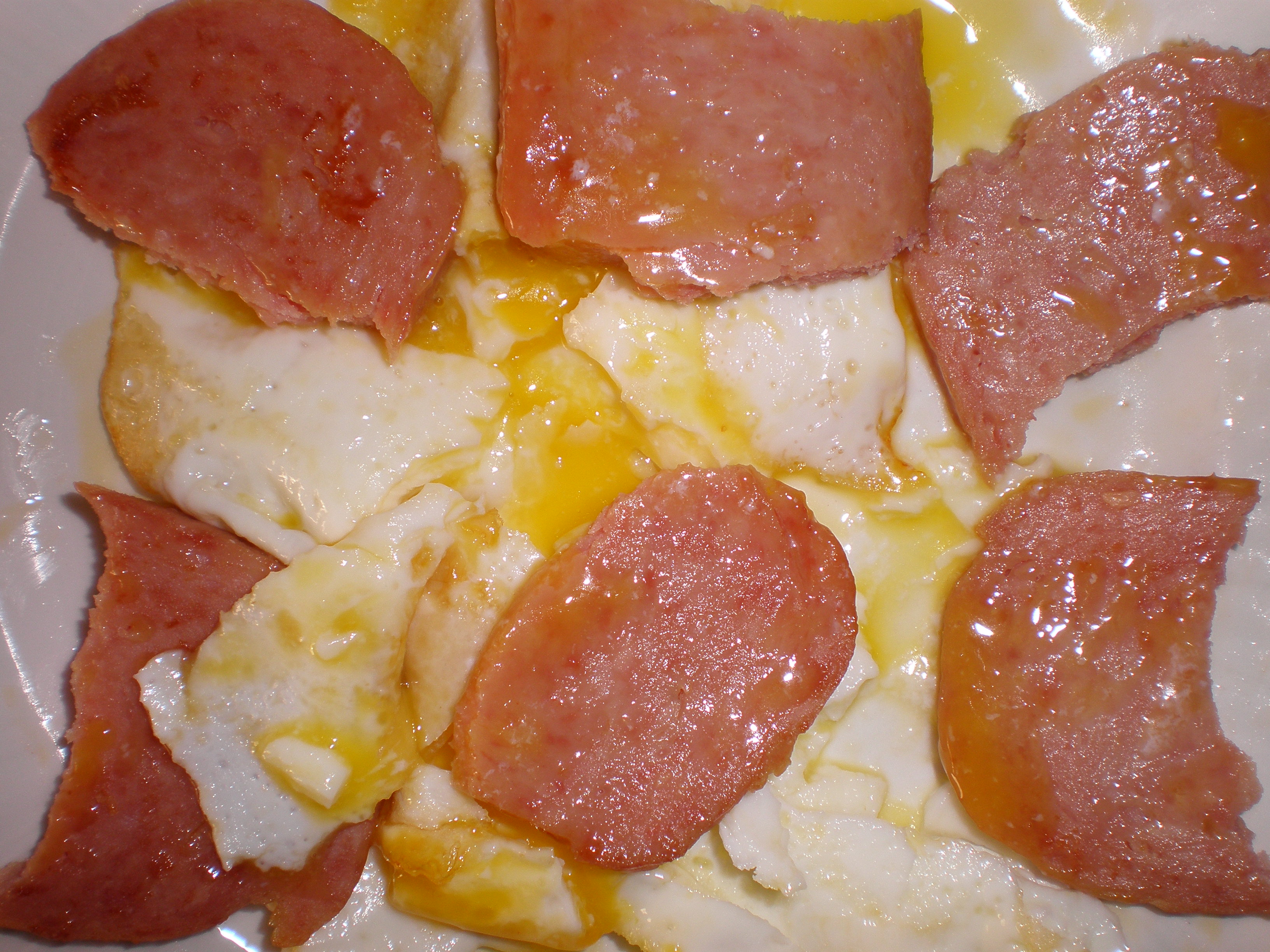
スパムを使い目玉焼きを崩したもの